# 浜村警察署
浜村警察署（はまむらけいさつしょ）は、鳥取県警察が管轄する警察署の一つである。

## 所在地
- 鳥取市気高町北浜二丁目158番地

## 管轄区域
- 鳥取市西部（旧気高郡気高町・旧気高郡鹿野町及び旧気高郡青谷町の区域に限る）

## 沿革
- 1954年7月1日 - 警察法施行により鳥取県警察が発足。鳥取県宝木警察署となる。
- 1959年12月26日 - 鳥取県浜村警察署に改称。

## 駐在所
（）の中は所在地。
- 浜村駐在所（鳥取市気高町勝見680-5）
  - 鳥取市のうち気高町飯里、気高町会下、気高町下石、気高町勝見、気高町上原、気高町北浜一丁目～三丁目、気高町郡家、気高町下原、気高町新町一丁目～三丁目、気高町高江、気高町殿、気高町浜村、気高町睦逢、気高町八束水、気高町八幡、気高町山宮
- 宝木駐在所（鳥取市気高町宝木117-7）
  - 鳥取市のうち気高町奥沢見、気高町上光、気高町酒津、気高町重高、気高町下坂本、気高町下光元、気高町宿、気高町常松、気高町土居、気高町冨吉、気高町日光、気高町二本木、気高町宝木
- 鹿野駐在所（鳥取市鹿野町鹿野1565-3）
  - 鳥取市のうち鹿野町今市、鹿野町岡木、鹿野町乙亥正、鹿野町河内、鹿野町小別所、鹿野町鹿野、鹿野町鷲峯、鹿野町末用、鹿野町寺内、鹿野町閉野、鹿野町中園、鹿野町広木、鹿野町水谷、鹿野町宮方
- 青谷駐在所（鳥取市青谷町青谷4064-15）
  - 鳥取市のうち青谷町青谷、青谷町井手、青谷町亀尻、青谷町北河原、青谷町絹見、青谷町栄町、青谷町長和瀬、青谷町鳴滝、青谷町山田、青谷町吉川
- 早牛駐在所（鳥取市青谷町早牛134-4）
  - 鳥取市のうち青谷町大坪、青谷町奥崎、青谷町小畑、青谷町紙屋、青谷町河原、青谷町楠根、青谷町蔵内、青谷町桑原、青谷町澄水、青谷町田原谷、青谷町露谷、青谷町八葉寺、青谷町早牛、青谷町山根、青谷町養郷、青谷町善田